# Ришдорфер, Рихард
Рихард Ришдорфер (словац. Richárd Riszdorfer, род. 17 марта 1981) — словацкий гребец на байдарках, многократный чемпион мира, призёр олимпийских игр.
Рихард Ришдорфер родился в 1981 году в Комарно (ЧССР). На Олимпиаде 2004 года завоевал бронзовую медаль на байдарке-четвёрке на дистанции 1000 м, на Олимпиаде 2008 года на этой же дистанции завоевал серебряную медаль.